# أنطونيو ميليتش
أنطونيو ميليتش (بالكرواتية: Antonio Milić) هو لاعب كرة قدم كرواتي في مركز الدفاع ولد في يوم 10 مارس 1994 في مدينة سبليت في كرواتيا، يلعب حالياً مع نادي رايو فايكانو كمعار من نادي أندرلخت وسبق له اللعب مع نادي هايدوك سبليت ونادي أوستينده، في سنة 2018 بدأ باللعب مع منتخب كرواتيا لكرة القدم، يبلغ طوله 191 سم.

## روابط خارجية
- أنطونيو ميليتش على موقع الاتحاد الأوربي (الإنجليزية)
- أنطونيو ميليتش على موقع قاعدة بيانات كرة القدم.إي يو (الإنجليزية)
- أنطونيو ميليتش على موقع ناشيونال فوتبول تيمز (الإنجليزية)
- أنطونيو ميليتش على موقع Soccerway.com (الإنجليزية)
- أنطونيو ميليتش على موقع عالم كرة القدم.نت (الإنجليزية)